# Frédéric François-Marsal
Frédéric François-Marsal (Párizs, 1874. március 16. – Gisors, 1958. május 20.) francia katonatiszt, bankár, politikus, 1924. június 8–14 között egy héten át a Harmadik Francia Köztársaság 58. miniszterelnöke.

## Pályafutása
Katonai pályára készült. 1894-ben kezdett tanulni a Saint-Cyr-i Katonai Iskolában, ahol szakaszvezető, az iskola zászlóvivője és évfolyamelső volt. Alhadnagyi rangban került 1896-ban a gyalogos vadászokhoz. 1900 és 1904 között Dél-Kínában és Francia-Indokínában szolgált. 1905-ben elhagyta a hadsereget, és Lyonban helyezkedett el egy magánbankban.
1914. augusztus 2-án behívóparancsot kapott a gyalogos vadászokhoz. Főhadnagyként Joseph Joffre főhadiszállásán, 1915-ben pedig Édouard de Castelnau mellett teljesített szolgálatot, végül a háború befejezéséig Georges Clemenceau hadügyminiszter kabinetjében volt pénzügyi és gazdasági tanácsadó.
A háború után a Banque de l’Union parisienne adminisztrátora a fővárosban és 1919-ben a kormány felkérésére a francia delegáció pénzügyi szakértője a párizsi békekonferencián. Alexandre Millerand 1920-ban pénzügyminiszterré nevezte ki. Később  Georges Leygues és Raymond Poincaré kormányában is a pénzügyek élén állt annak ellenére, hogy nem volt a parlament tagja. A háború után deflációs politikával igyekezett rendbe hozni az ország kaotikus pénzügyi helyzetét. Csatlakozott a Fédération républicaine párthoz és 1921-ben Cantal megye szenátorává választották. Számos cikket írt a Revue des deux Mondes, a La Quinzaine és La Revue de Paris újságokba. 
1928-ban a Francia Társadalomtudományi Akadémia tagjává választották.

## Publikációi
- Trois mois au Kouang-Si, 1903
- Ordre du Tzar, Invasion Jaune (1904–1905)
- Les Dettes Interalliées
- Encyclopédie de Banque et de Bourse, 1929–1931

## Kapcsolódó szócikk
- Franciaország miniszterelnökeinek listája

| Elődje: Raymond Poincaré | Franciaország kormányfője 1924. június 8. – 1924. június 14. | Utódja: Édouard Herriot |